# Myrna Mack
Myrna Elizabeth Mack Chang (Retalhuleu, 24 de octubre de 1949-Guatemala, 11 de septiembre de 1990) fue una antropóloga guatemalteca. Investigó la situación de las comunidades rurales desarraigadas por la guerra civil. Fue asesinada por un escuadrón de la muerte de las Fuerzas Armadas de Guatemala por sus posiciones críticas por el tratamiento del gobierno a los indígenas mayas y su denuncia de los abusos sobre derechos humanos. Tras años de litigio, en 2004 la Corte Interamericana de Derechos Humanos dictó la implicación del ejército y ordenó la reparación a su familia.

## Biografía
Nació en el Barrio San Nicolás, departamento de Retalhuleu. Su madre era china y su padre maya. Myrna tenía una hermana menor, Helen. Estudió antropología en el Reino Unido en la Universidad de Mánchester y en la Universidad de Durham.
A su regreso a Guatemala dirigió el trabajo de campo en varias comunidades rurales desarraigadas por la guerra civil en el país. Simpatizó con la causa y se convirtió en activista en favor de los derechos humanos. A partir de su trabajo en las comunidades indígenas tomó conciencia de los ataques de las fuerzas gubernamentales. En 1986 con algunos compañeros y colegas de Inforpress Centroamericana, fundó la Asociación para el Avance de las Ciencias Sociales en Guatemala.

### Vida personal
El 16 de noviembre de 1973 nació su hija Lucrecia Hernández Mack, médica y política guatemalteca que en 2016 se convirtió en la primera mujer al frente del Ministerio de Salud de Guatemala.

## Muerte

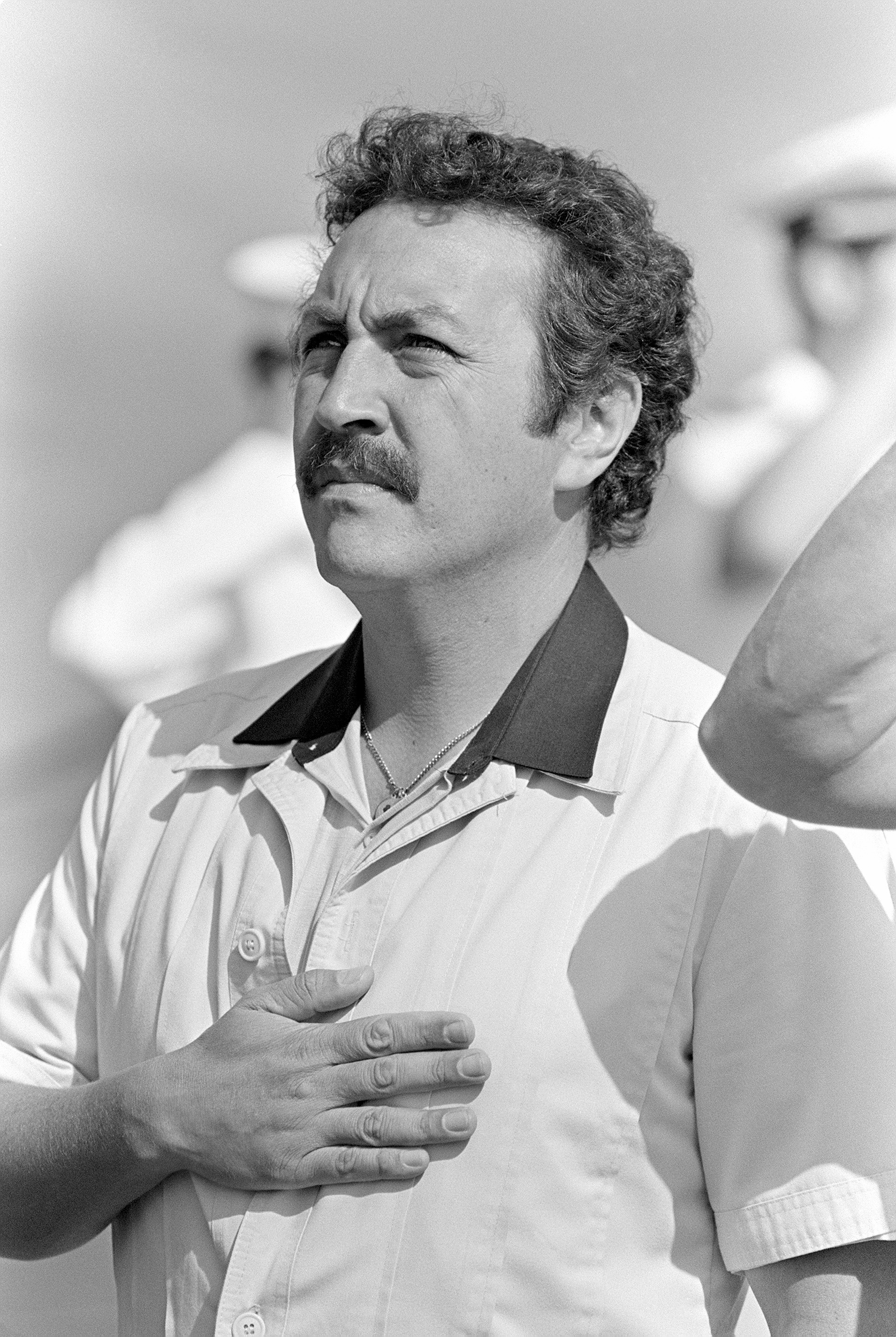
Marco Vinicio Cerezo Arévalo, responsable político de la muerte de Myrna Mack.

Fue asesinada frente a su oficina en la Ciudad de Guatemala, acuchillada veintisiete veces, por un escuadrón de la muerte de las Fuerzas Armadas de Guatemala (supuestamente creado por la Escuela de las Américas) bajo el régimen del demócrata cristiano Marco Vinicio Cerezo (presidente entre 1986 y 1991). En abril de 2004, después de un juicio dirigido por la Corte Interamericana de Derechos Humanos y debido a la tenaz insistencia y activismo de su hermana Helen Mack, el gobierno de Guatemala reconoció públicamente que sus agentes habían cometido el asesinato e implementaron medidas de reparación a su familia.

## Fundación Myrna Mack
En 1993, su hermana Helen Mack creó la Fundación Myrna Mack, en su memoria. La institución fue financiada inicialmente con los fondos provenientes del Premio al Sustento Bien Ganado, conocido como el premio Nobel Alternativo de la Paz otorgado a Helen en diciembre de 1992. La fundación trabajó inicialmente para esclarecer el asesinato de Myrna Mack y el de otros desaparecidos a causa de la guerra civil de Guatemala. Tiene como objetivo contribuir a la construcción del Estado Democrático de Derecho en este país.

## Publicaciones
- Mack Chang, Myrna Elizabeth (2011). «Assistance and Control». The Guatemala Reader. History, Culture, Politics. Duke University Press. ISBN 978-0-8223-5094-1. OCLC 912487887. Wikidata Q57234267.
- Mack Chang, Myrna Elizabeth (1995). Organización y movilización: la propuesta nicaragüense de los '80 para Centroamérica. Asociación para el Avance de las Ciencias Sociales en Guatemala. OCLC 760509148. Wikidata Q122417003.
- Mack Chang, Myrna Elizabeth (1992). ¿Donde está el futuro?: procesos de reintegración en comunidades de retornados. Guatemala: Asociación para el Avance de las Ciencias Sociales en Guatemala. OCLC 760555169. Wikidata Q122416927.
- Mack Chang, Myrna Elizabeth (1990). Politica institucional hacia el desplazado interno en Guatemala. Guatemala: Asociación para el Avance de las Ciencias Sociales en Guatemala. OCLC 760631238. Wikidata Q122417004.